# ロッチデール
ロッチデール（英: Rochdale）は、イングランドのグレーター・マンチェスターにあるタウンで、オールダムの北北西8.5km、マンチェスターの北北東15.8kmに位置している。行政上は大都市ディストリクトのメトロポリタン・バラ・オブ・ロッチデールに属し、その中心エリアである。タウンエリアの人口が111,261人（2021年国勢調査）。
歴史的にはランカシャーの一部であったロッチデールが最初に文献に登場するのは、1086年の「ドゥームズデイ・ブック」である。その後、ロッチデールは北イングランドの羊毛貿易の中心地として栄えるようになり、18世紀初頭までに、「多くの富裕な商人にとって注目すべき（場所）」と記述されるようになった。
19世紀、産業革命での工場や繊維産業の中心地としてロッチデールは繁栄した。しかし、20世紀にロッチデールの紡績業は衰退した。現在では工場地帯ではなく、居住エリアとなっている。

## 姉妹都市
- - トゥールコワン, フランス

## 出身人物
- アンナ・フリエル - 女優
- クレイグ・ドーソン - サッカー選手
- ジョン・ブライト - 政治家
- リサ・スタンスフィールド - 女性シンガーソングライター
- ジェシカ・ロード - 女優、ファインド・ミー 〜パリでタイムトラベル〜主演